# Thiverny
Thiverny – miejscowość i gmina we Francji, w regionie Hauts-de-France, w departamencie Oise.
Według danych na rok 1990 gminę zamieszkiwało 1109 osób, a gęstość zaludnienia wynosiła 538 osób/km² (wśród 2293 gmin Pikardii Thiverny plasuje się na 258. miejscu pod względem liczby ludności, natomiast pod względem powierzchni na miejscu 1120.).